# 蘇布切塔泰鄉

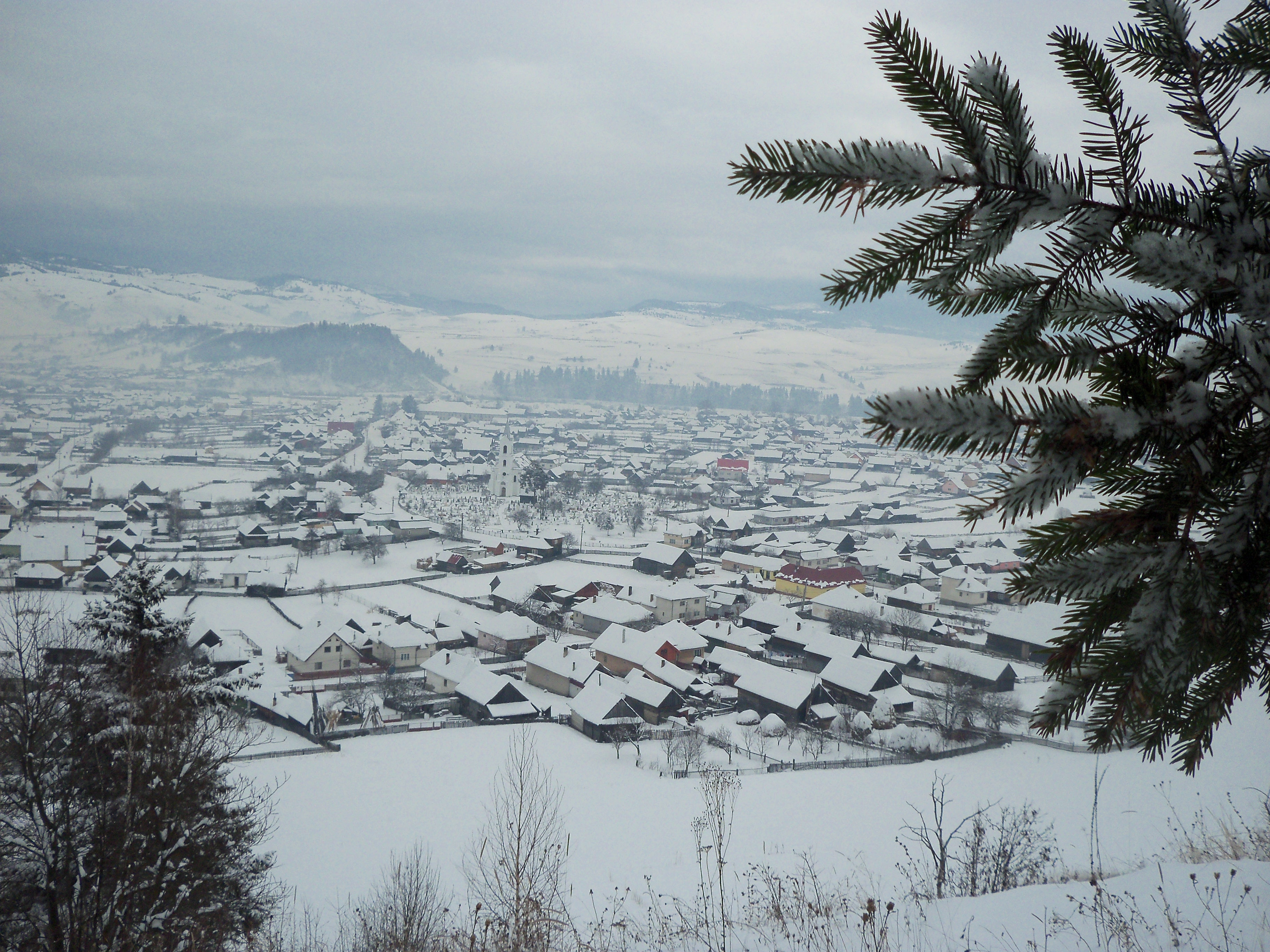

46°51′N 25°26′E / 46.850°N 25.433°E
蘇布切塔泰鄉（羅馬尼亞語：Comuna Subcetate, Harghita），是羅馬尼亞的鄉份，位於該國中部，由哈爾吉塔縣負責管轄，面積51平方公里，海拔高度751米，2007年人口2,025，人口密度每平方公里40人。